# Steahailivka, Seredîna-Buda
Steahailivka (în ucraineană Стягайлівка) este o comună în raionul Seredîna-Buda, regiunea Sumî, Ucraina, formată numai din satul de reședință.

## Demografie
Componența lingvistică a comunei Steahailivka
     Rusă (96,35%)
     Ucraineană (3,65%)
Conform recensământului din 2001, majoritatea populației comunei Steahailivka era vorbitoare de rusă (96,35%), existând în minoritate și vorbitori de ucraineană (3,65%).